# Leadbeaters falanger
Leadbeaters falanger (Gymnobelideus leadbeateri) är ett pungdjur som tillhör familjen flygpungekorrar. Trots släktskapet saknar den flygförmåga. Djuret påminner mer om vanliga ekorrar.
Djurets namn syftar på John Leadbeater, en biolog som sysslade med taxonomi vid Museum of Victoria.

## Utbredning
Arten förekommer i ett mindre 3 500 km² stort området i östra delen av den australiska delstaten Victoria.

## Utseende

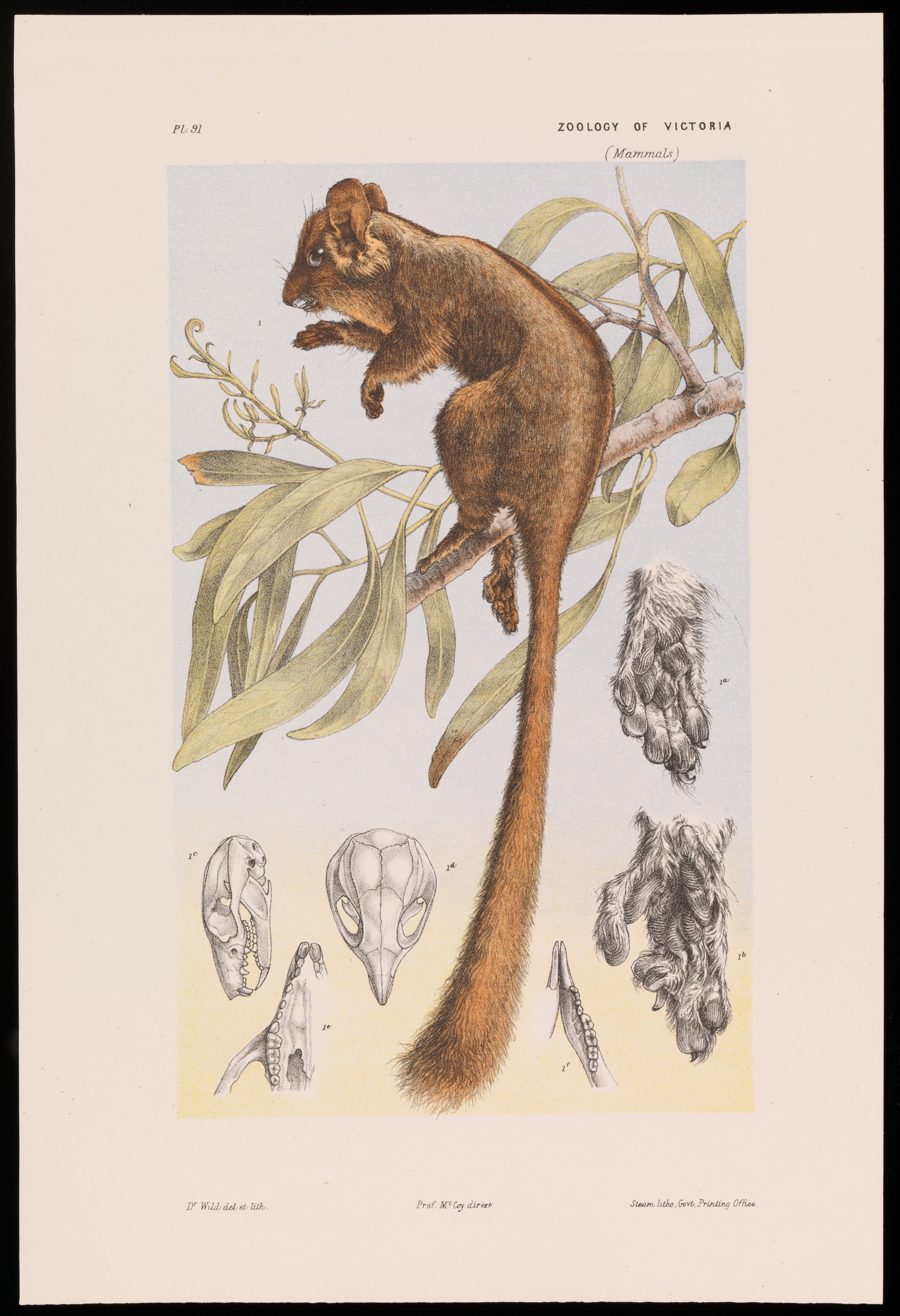
Teckning av John Wild.

Pälsen är på ovansidan gråbrun och har en svart längsgående strimma, undersidan är ljusare till gulaktig. Ytterligare två strimmor finns i ansiktet från ögonen till öronen. Djuret når en kroppslängd mellan 15 och 17 centimeter samt en vikt mellan 120 och 165 gram. Därtill kommer en yvig svans på omkring 20 centimeters längd som inte är en gripsvans. Arten har korta klor vid varje tå och honans pung (marsupium) är väl utvecklad.

## Ekologi
Leadbeaters falanger är aktiv på natten och lever i träd. Habitatet utgörs av kyliga fuktiga skogar upp till 1 500 meter över havet. Bon där de föder ungar byggs ofta i eukalyptusträd med håligheter och ligger vanligen 10 till 30 meter över marken.
Individerna lever i små grupper som vanligen består av en vuxen hona, en till tre hannar och deras ungar. Varje grupp har ett revir som är en till två hektar stort. Hos Leadbeaters falanger är honor det dominanta könet, alfahonan försvarar territoriet mot andra honor och parar sig bara med en av de könsmogna hannarna. Hannar är mindre aggressiva mot artfränder av samma kön.

## Föda
Födan utgörs främst av insekter och trädens vätskor. De äter bland annat skalbaggar, spindlar och andra leddjur men gnager även på akacieträdens bark för att komma åt bastskiktet och kåda.

## Fortplantning
Med undantag av de hetaste sommarmånaderna (januari, februari) kan honor para sig hela året. Dräktigheten är med 15 till 17 dagar ganska kortvarig (även för pungdjur). Per kull föds vanligen ett eller två ungdjur. Efter födelsen lever ungarna tre månader i pungen. Sedan stannar de 5 till 40 dagar i gruppens bo och deltar i utflykter. Efter 10 till 15 månader sluter honan att ge di och efter cirka två år är ungarna könsmogna. Livslängden i naturen kan vara 7,5 år och med människans vård upp till 9 år.

## Leadbeaters falanger och människor
Arten upptäcktes för första gången under 1800-talet nära Melbourne. Efter 1909 registrerades en längre tid inga iakttagelser och därför antogs att djuret är utdött men 1961 upptäcktes arten igen.
På grund av arten krav på eukalyptusträd med håligheter är de känsliga för människans inverkning. Flera träd röjs eller förstörs under skogsbränder. Dessutom tar det 150 år innan ett nytt eukalyptusträd är tillräckligt stort.
Enligt uppskattningar finns bara 5000 individer kvar och det befaras att beståndet minskar ytterligare. IUCN listar arten som starkt hotad (endangered).